# Christine Lipinska
Christine Lipinska est une réalisatrice et scénariste française, née à Alger le 13 mai 1951.

## Filmographie

### Scénariste et réalisatrice
(sur tous ses films)
- 1976 : Je suis Pierre Rivière avec Jacques Spiesser, Francis Huster et Isabelle Huppert
- 1985 : Folie suisse avec Richard Bohringer, Daniela Silverio[1],[2]
- 1989 : Papa est parti, maman aussi, avec Sophie Aubry, Benoît Magimel et Marie Rivière, d'après le roman éponyme de Remo Forlani
- 1993 : Le Cahier volé avec Élodie Bouchez, Benoît Magimel et Anne-Marie Pisani, d'après le roman Le Cahier volé de Régine Deforges

### Actrice
- 1972 : Coup pour coup de Marin Karmitz

### Assistante réalisatrice
- 1972 : Le Grand Départ de Martial Raysse
- 1975 : L'Homme du fleuve de Jean-Pierre Prévost